# Barry Jenner
Barry Jenner (* 14. Januar 1941 in Philadelphia, Pennsylvania; † 8. August 2016 in Los Angeles) war ein US-amerikanischer Schauspieler.
In den 1980er Jahren wurde er in Deutschland durch die Rolle des Dr. Jerry Kenderson in der Seifenoper Dallas bekannt. Weitere Rollen sind die des Sternenflotten-Admirals William Ross in der Science-Fiction-Serie Star Trek: Deep Space Nine und die des leicht verblödeten Polizeibeamten Lt. Murtaugh in der US-Comedyserie Alle unter einem Dach.

## Filmografie (Auswahl)
- 1979: Barnaby Jones (Fernsehserie, 1 Folge)
- 1980: Hart aber herzlich (Hart to Hart; Fernsehserie, Folge: Das Portrait)
- 1981: Unter der Sonne Kaliforniens (Knots Landing, Fernsehserie, 4 Folgen)
- 1984: Remington Steele (Fernsehserie, 1 Folge)
- 1984: V – Die außerirdischen Besucher kommen (V, Fernsehserie, 1 Folge)
- 1984–1986: Dallas (Fernsehserie, 25 Folgen)
- 1985: Ein Engel auf Erden (Highway to Heaven, Fernsehserie, 1 Folge)
- 1986/1989: Matlock (Fernsehserie, 2 Folgen)
- 1987: Der Mann vom anderen Stern (Starman, Fernsehserie, 1 Folge)
- 1988: Familienbande (Family Ties, Fernsehserie, 1 Folge)
- 1989: Falcon Crest (Fernsehserie, 2 Folgen)
- 1989: Mr. Belvedere (Fernsehserie, 1 Folge)
- 1990–1992: Alle unter einem Dach (Family Matters, Fernsehserie, 19 Folgen)
- 1993/1994: Palm Beach-Duo (Silk Stalkings, Fernsehserie, 2 Folgen)
- 1994: Walker, Texas Ranger (Fernsehserie, 1 Folge)
- 1996/1998: JAG – Im Auftrag der Ehre (JAG, Fernsehserie, 2 Folgen)
- 1997–1999: Star Trek: Deep Space Nine (Fernsehserie, 12 Folgen)
- 2001: Air Rage – Terror in 30.000 Feet (Air Rage)